# Federazione di hockey su ghiaccio della Russia
La Federazione russa di hockey su ghiaccio (in russo Федерация хоккея России?, FHR) è un'organizzazione fondata nel 1991 per governare la pratica dell'hockey su ghiaccio in Russia.
Ha aderito all'International Ice Hockey Federation il 19 gennaio 1992.